# Мефенорекс
Мефенорекс — лекарственное средство, психостимулятор, используемый в качестве регулятора аппетита. Производное амфетамина.

## Влияние мефенорекса на организм человека
В связи с тем, что метаболитом мефенорекса является амфетамин, влияние мефенорекса на организм человека сходно с влиянием амфетамина на организм человека, за исключением того, что стимулирующее действие мефенорекса выражено слабее, чем у чистого амфетамина.

## Правовой статус
Внесён в Список III перечня наркотических средств, психотропных веществ и их прекурсоров, подлежащих контролю в Российской Федерации.